# NOW 13
Now (That's What I Call Music 13) er et dansk opsamlingsalbum udgivet 29. august 2005 i kompilation-serien NOW Music.

## Spor
1. Akon: "Lonely"
2. Eminem: "Mockingbird"
3. Gwen Stefani: "Hollaback Girl"
4. The Black Eyed Peas: "Don't Phunk with My Heart"
5. Amerie: "1 Thing"
6. Coldplay: "Speed Of Sound"
7. Anna David: "Fuck Dig"
8. Natalie Imbruglia: "Shiver"
9. Backstreet Boys: "Incomplete"
10. Christian Walz: "Wonderchild"
11. Kanye West: "Diamonds From Sierra Leone"
12. John Legend: "Used To Love You"
13. Daddy Yankee: "Gasolina"
14. Gorillaz: "Feel Good Inc."
15. Carpark North: "Best Days"
16. Natasha Bedingfield: "I Bruise Easily"
17. Kelly Clarkson: "Since You Been Gone"
18. Johnny Deluxe: "Sommeren Er Forbi"
19. The Coral: "In The Morning"
20. Audio Bullys feat. Nancy Sinatra: "Shot You Down"